# Plectrophora triquetra
Plectrophora triquetra là một loài thực vật có hoa trong họ Lan. Loài này được (Rolfe) Cogn. miêu tả khoa học đầu tiên năm 1904.